# Lacus Solitudinis
El Lacus Solitudinis (en llatí, "Llac de la Solitud") és una petita mar lunar situada en la cara oculta de la Lluna. Les coordenades selenogràfiques del centre del llac són 27.8° Sud, 104.3° Est, i el seu diàmetre envolupant és de 139 km.

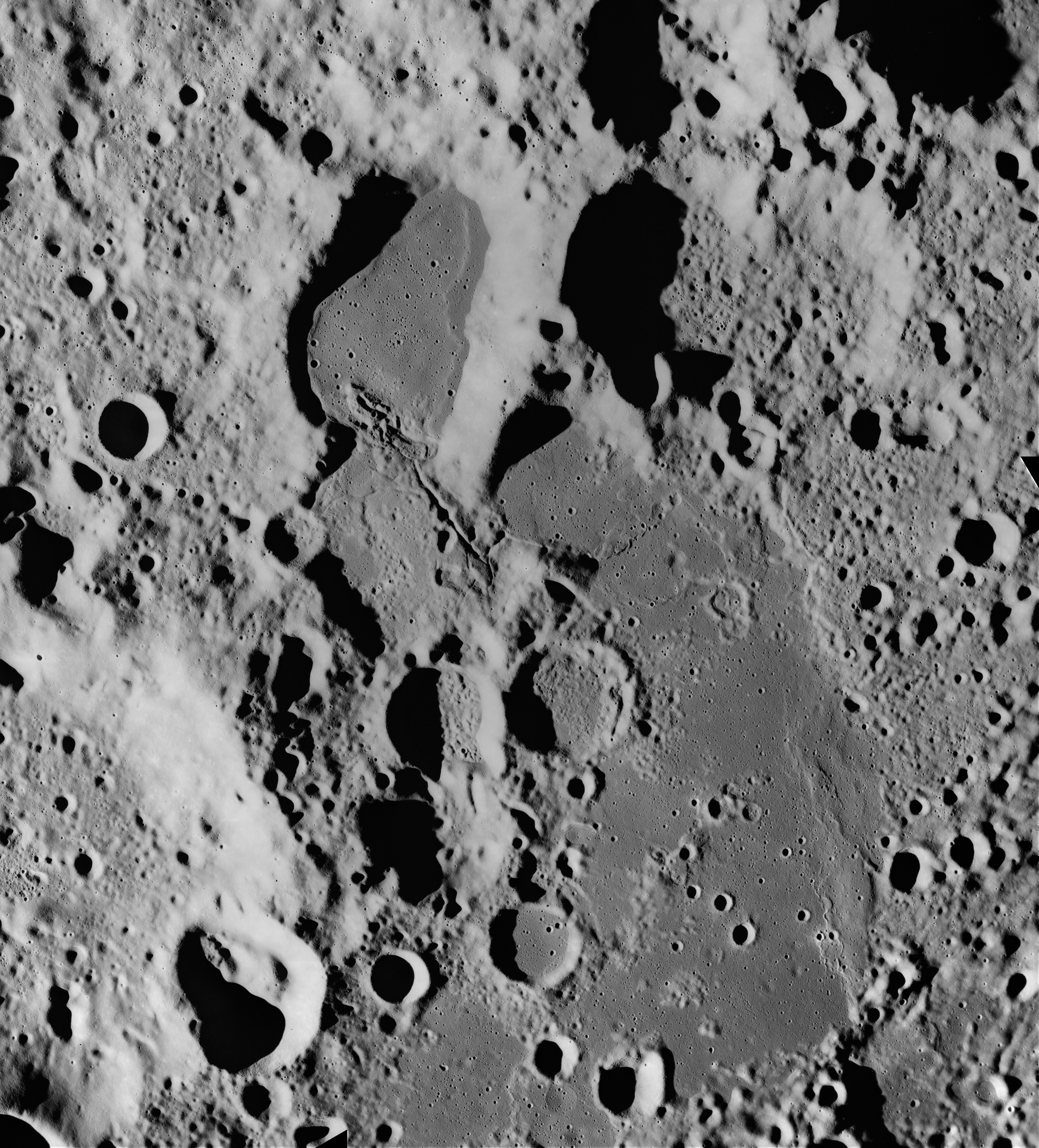
Imatge presa per la càmera cartogràfica de l'Apol·lo 15

Posseeix una silueta arquejada, amb el costat còncau orientat al nord-oest. La vora oriental és relativament continua, mentre que la de l'oest és més irregular, interrompuda per petits cràters.
Al nord-oest de l'extrem nord del llac apareix el petit cràter Bowditch, un impacte inundat de lava, encara que no està directament connectat al Lacus Solitudinis. El cràter erosionat Titius jeu al nord-oest de l'extrem occidental, i en el costat sud es troba el cràter satèl·lit Parkhurst Y, amb el mateix cràter Parkhurst situat més al sud-est.

## Denominació
El nom del llac va ser adoptat per la Unió Astronòmica Internacional en 1976.